# (4062) Schiaparelli
(4062) Schiaparelli ist ein Hauptgürtelasteroid, der am 28. Januar 1989 vom Observatorium San Vittore in Bologna aus entdeckt wurde.
Der Asteroid wurde nach dem italienischen Astronomen Giovanni Schiaparelli (1835–1910) benannt.